# Médiathèque Françoise-Sagan

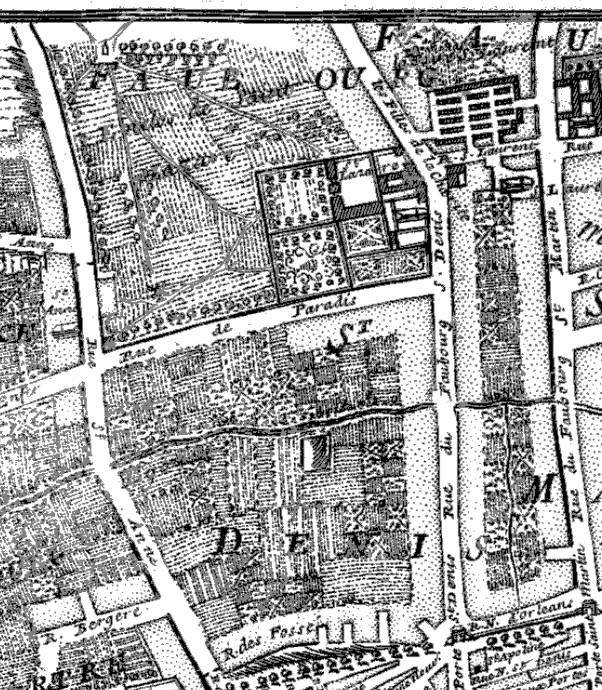
Carte de l'enclos Saint-Lazare en 1705.

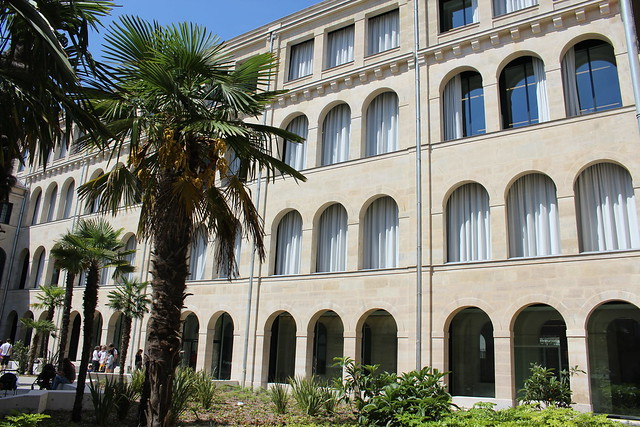
Façade de la médiathèque vue du jardin.

La médiathèque Françoise-Sagan est une bibliothèque municipale de la ville de Paris créée en 2015 sur le site de l'hôpital Saint-Lazare, rue Léon-Schwartzenberg dans le quartier de la Porte-Saint-Denis du 10e arrondissement, à proximité du boulevard de Magenta et de la gare de l’Est.
Il s'agit du deuxième plus grand établissement de ce type dans la capitale française. La médiathèque est dépositaire du fonds patrimonial de L'Heure joyeuse.

## Histoire

### Enclos Saint-Lazare
Sur le site actuel de la médiathèque est fondé au XIIe siècle une léproserie placée sous l’invocation de Saint-Ladre (aussi appelé Saint-Lazare), c'est l'origine de l'enclos Saint-Lazare. En 1632, le dernier prieur cède le site à Vincent de Paul qui y installe la Congrégation de la Mission. Cet ordre, dit des Lazaristes, y fonde une œuvre d'enfants trouvés. En 1792-1793, les Lazaristes sont dispersés en application du décret de la Convention sur la suppression des Ordres religieux. En 1794, sous la Terreur, un autre décret de la Convention reconnaît Saint-Lazare comme prison. Elle est cédée au département de la Seine par un acte du 9 avril 1811.
À l'occasion de la démolition de l'église Saint-Lazare, en 1823, l’administration pénitentiaire entreprend de réorganiser l’ensemble des bâtiments et l'ancien édifice de la prison est rasé vers 1824. Le comte de Chabrol, préfet de la Seine, confie alors à Louis-Pierre Baltard la construction de la nouvelle chapelle et de l’infirmerie,. L'architecte y édifie en 1834 l'« infirmerie spéciale », pour soigner les femmes de la prison Saint-Lazare. Institution qui deviendra vers 1930 la maison de santé Saint-Lazare et continuera de fonctionner comme lieu de traitement pour femmes jusqu'en 1955 alors que l'ancienne prison est démolie vers 1935. Vers 1960 la préfecture cesse d'administrer l'hôpital qui dépendra alors de l'Assistance publique. L'hôpital Saint-Lazare ferme définitivement fin 1998.

### Construction de la médiathèque
En 1999, après le départ de l'assistance publique un vaste projet de réaménagement de l'îlot, délimité par la rue du Faubourg-Saint-Denis, la rue de Paradis, la rue de Chabrol et la rue d’Hauteville, est initié par la Ville de Paris : réalisation d'équipements culturels, sportifs et scolaires, mise en valeur des bâtiments historiques et création d'un parc paysager,,,.
Les travaux de la médiathèque sont lancés en mars 2012. La maîtrise d'ouvrage a été assurée par la Direction du patrimoine et de l'architecture de la mairie de Paris en collaboration avec la Direction des affaires culturelles. Le projet architectural et technique (PAT) a été soumis au cabinet d'architectes choisi, Stéphane Bigoni et Antoine Mortemard,. L'établissement a ouvert ses portes le 16 mai 2015.

## Bâtiment
Le jardin par lequel passent les lecteurs est inspiré des jardins d'acclimatation du XIXe siècle et des Voyages extraordinaires de Jules Verne.
La façade, la galerie du rez-de-chaussée et les deux escaliers qui ont été inscrits au titre des monuments historiques en novembre 2005 sont les uniques composants de l'ancien édifice ayant été conservés.
Le bâtiment couvre 4 300 m2 dont 3 600 en accès public. Le rez-de-chaussée comporte un hall d'accueil, une salle polyvalente pouvant accueillir 99 personnes dans le cadre de la programmation culturelle de l'établissement, une salle d'exposition de 70 m2 et un petit espace détente. Une salle d'actualité jouxte l'accueil. Y sont présentées les nouveautés des collections, la presse et l'actualité de l'établissement. Le premier étage est consacré au pôle enfance (0 - 12 ans) et famille. On y trouve des collections jeunesse, un fonds parents. La salle de référence et de consultation des collections de L'Heure joyeuse y est séparée par une cloison vitrée. Aux niveaux 2,3 et 4 on retrouve les collections destinées au public de plus de 13 ans. au 2e étage se situent les documentaires, les BD, un espace d'autoformation, deux salles de travail et l'atelier numérique. La mezzanine du 3e étage comporte les collections d'art et des places de travail. Le dernier étage comprend la littérature, la musique et le cinéma. On y trouve des postes d'écoute et de visionnage.

## Équipe
La médiathèque compte 40 agents (5 A, 24 B,11 C), une équipe dirigée par une conservatrice en chef, Viviane Ezratty. Le personnel est réparti entre trois services transversaux au public, la salle d'actualité, la programmation culturelle et la communication externe, l'autoformation et la médiation numérique. La gestion des collections est couverte par deux pôles. Le pôle jeunesse assure le fonctionnement de l'espace jeunesse et du fonds de conservation L'Heure joyeuse. Le pôle ado-adultes gère les collections imprimées destinées à ce public ainsi que les collections audio et audiovisuelles.

## Collections

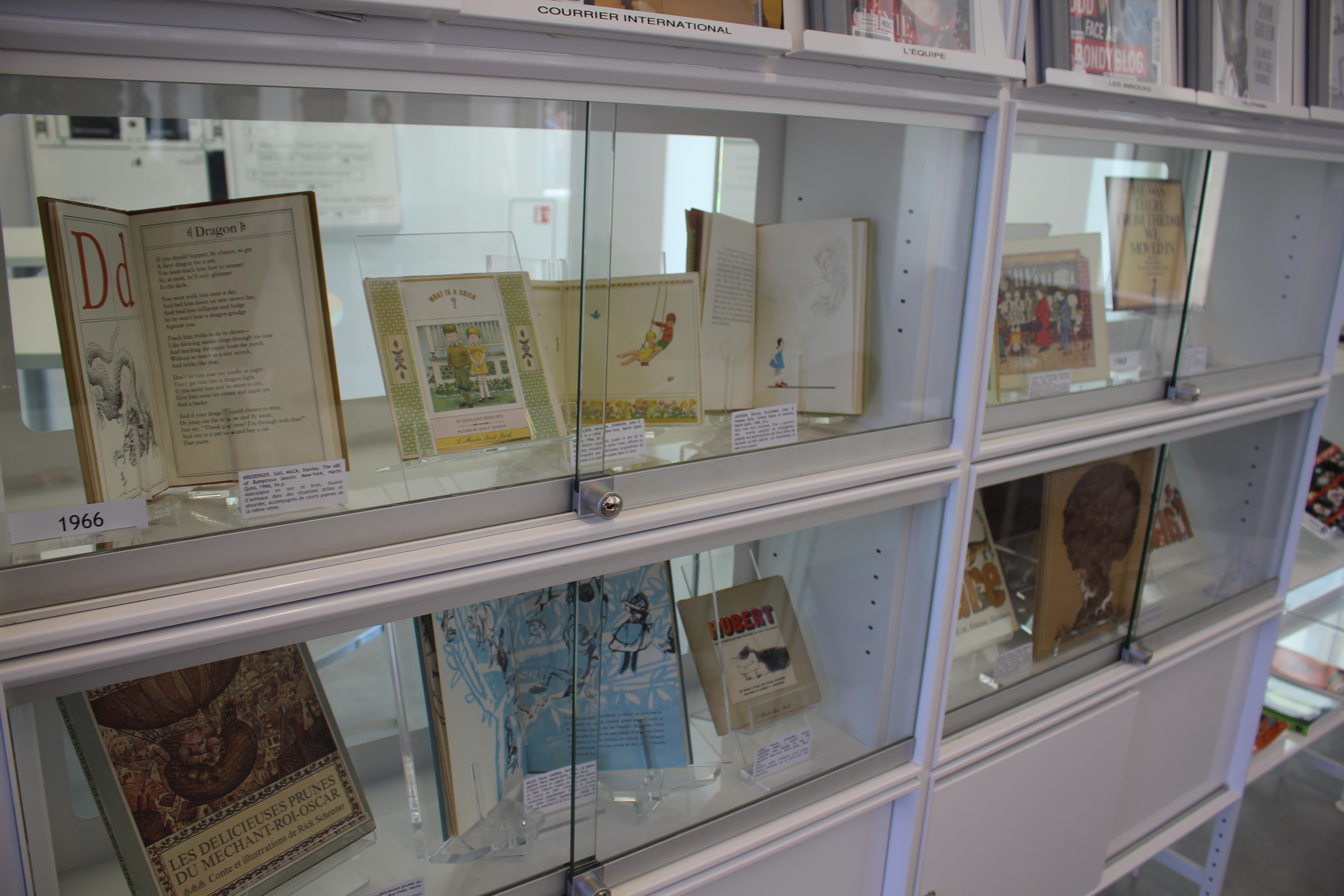
Pièces du fonds de L'Heure joyeuse exposées dans la médiathèque.

On trouve à Françoise-Sagan plus de 100 000 documents dont 30 000 documents jeunesse, 52 000 documents pour le public adolescent et les adultes, 12 000 CD, 12 000 DVD. Parmi les axes forts de ces collections, un ensemble de 400 vinyles, 1000 documents destinés à l'apprentissage de la parentalité, de nombreuses méthodes de langue et de français langue étrangère.
La médiathèque Françoise-Sagan est dépositaire d'un ensemble de 100 000 documents, livres, disques, dessins et revues, issus de L'Heure joyeuse, la première bibliothèque municipale de France créée spécialement pour la jeunesse. Cette institution, fondée en 1924 à l'initiative du Book Committee on Children's Librairies, une fondation américaine, se trouve au 6 rue des Prêtres-Saint-Séverin dans le 5e arrondissement. Il est décidé en 2004 de déménager le fonds patrimonial de L'Heure joyeuse en prévention d'une crue centennale de la Seine. Les documents sont stockés hors de Paris à partir de cette date et la médiathèque Françoise-Sagan en devient dépositaire à son ouverture. Certains ouvrages ont par ailleurs été numérisés sur Gallica,.

## Publics et activités

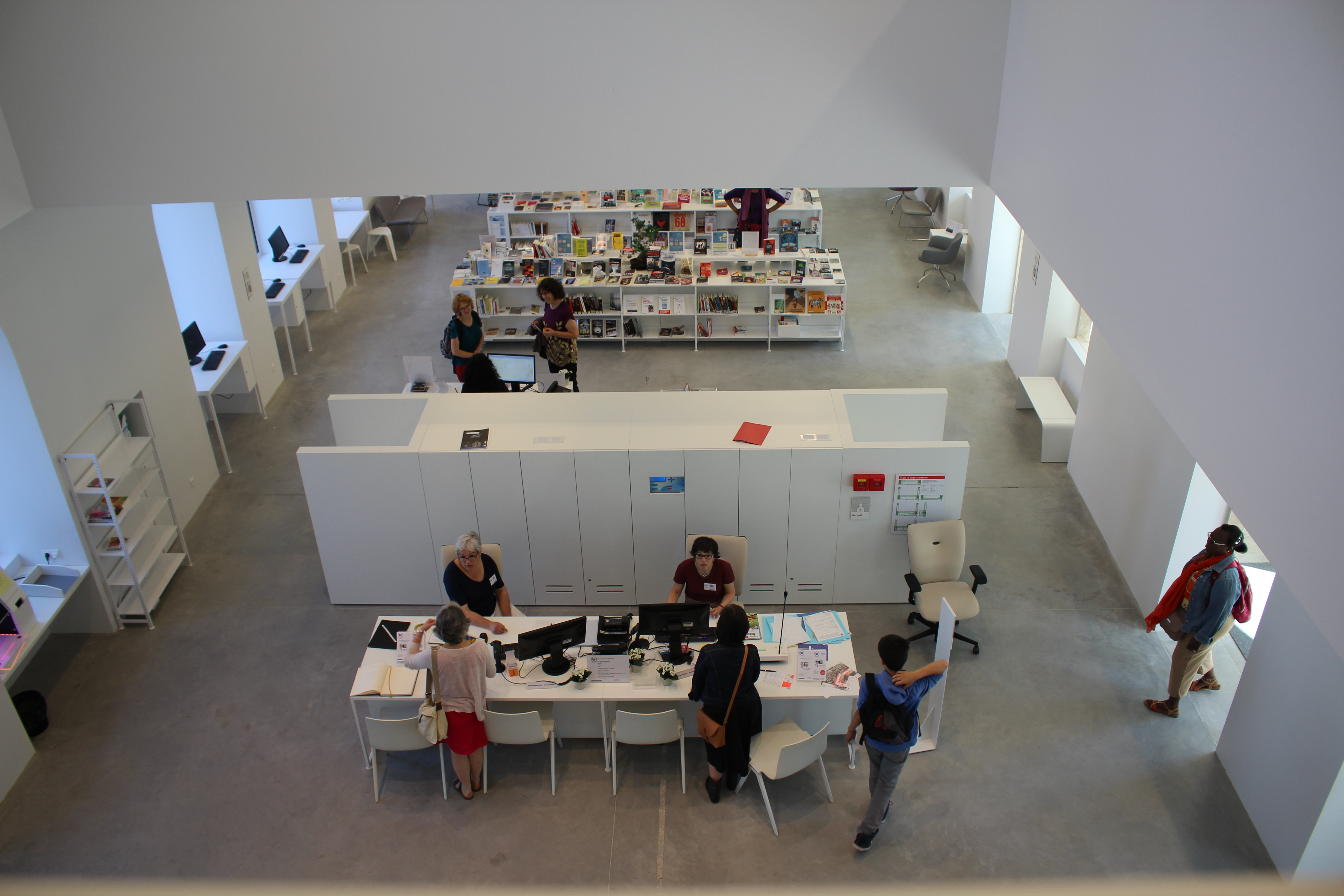
Intérieur de la médiathèque.

La médiathèque est située dans un quartier prioritaire de la politique de la ville à la fois caractérisé par un phénomène de gentrification, la présence d'une population cosmopolite et de personnes en situation de grande précarité, SDF, migrants et adolescents déscolarisés. La médiathèque a donc modelé sa politique d'accueil de manière à répondre aux besoins de ces publics éloignés. Le besoin de mener une politique d'accueil volontariste est d'autant plus fort que l'établissement est isolé sur le plan urbain, à l'écart des grands axes. Des partenariats ont été établis avec plusieurs ateliers sociolinguistiques de l'arrondissement de manière à inciter les participants de ces ateliers à utiliser les services fournis par la médiathèque. Afin d'accueillir au mieux le public de migrants afghans qui fréquente la bibliothèque, il existe des ateliers de conversation, organisés par les bibliothécaires, et des cours de français, assurés par une association. Par ailleurs, une permanence d’écrivain public a été créée. Des jeunes en service civique font de l’accompagnement aux devoirs et offrent un service d’aide individuelle à l’apprentissage du français.
La médiathèque propose des ateliers numériques, initiation à l'informatique, ateliers de programmation informatique pour enfants, jeux vidéo.